# Johnny Owen
Pour les articles homonymes, voir Owen et Owens.
John Richard Owens, dit Johnny Owen, est un ancien boxeur professionnel gallois né le 7 janvier 1956 à Merthyr Tydfil et mort le 4 novembre 1980 à Los Angeles lors d'un combat face à Lupe Pintor.

## Carrière sportive
Passé dans les rangs professionnels en 1976, Owens remporte le titre de champion britannique des poids coqs en 1977 puis devient champion d'Europe EBU de la catégorie le 28 juin 1980. Le 19 septembre suivant, il affronte Lupe Pintor pour le titre mondial WBC des poids coqs et est mis KO au 12e round. Inconscient, il est emmené à l'hôpital et opéré d'un caillot sanguin au cerveau. Il mourra 2 mois plus tard de ses blessures.